# Aintree Racecourse

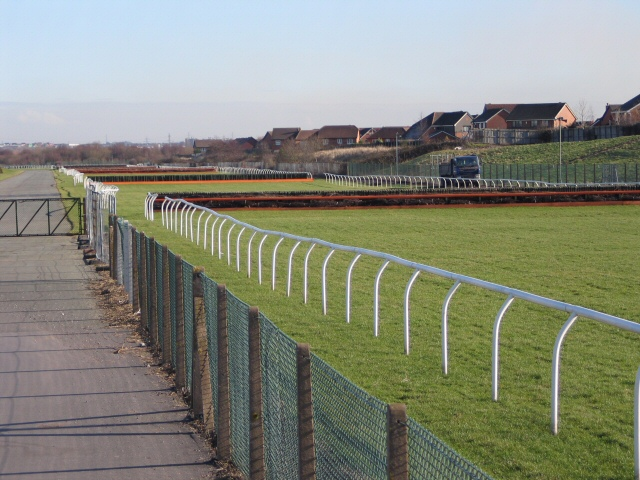
Závodiště v Aintree (2006)

Aintree Racecourse je dostihové závodiště v Aintree, nedaleko Liverpoolu v Anglii. Závodiště je známé především každoročním pořádáním dostihu Grand National (Velká národní steeplechase), který se tu konal poprvé v roce 1939.
Závodiště v Aintree bylo také používáno jako místo pro motoristické závody. Okruh Aintree Motor Racing Circuit tu byl vybudován v roce 1954; pro diváky byly využity stejné tribuny jako pro koňské dostihy. Pětkrát se zde konala Grand Prix Velké Británie (v letech 1955, 1957, 1959, 1961 a 1962).
V prostoru závodiště je také devítijamkové golfové hřiště, do kterého jsou zakomponovány i dostihové překážky, např. nejtěžší zdejší skok Becher's Brook. Když se konají koňské nebo motoristické závody, jsou golfová zařízení uzavřena.
V roce 1988 tu Michael Jackson zakončil evropskou část svého turné Bad World Tour (1987–1989); koncertu se zúčastnilo více než 125 000 diváků.